# 1890年代の航空
< 1890年代
1880年代の航空 - 1890年代の航空 - 1900年の航空

## 1890年

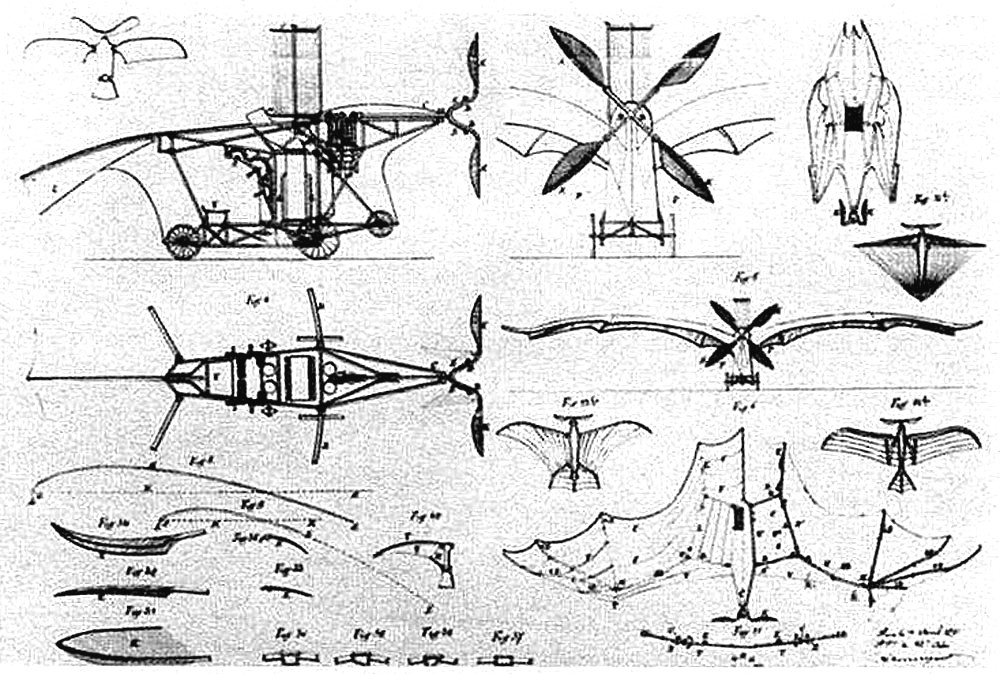
特許出願書の図版におけるエオール号

- 10月9日 - フランスのクレマン・アデールが、固定翼の蒸気飛行機「エオール号」が 50 mの飛行（ジャンプ）をしたとされる。
- 10月12日[1] - イギリスのパーシバル・スペンサーが日本の皇居で軽気球の天覧飛行を行った。500尺（150m）ほど上昇したが風にあおられ、堀に着水した。[2]
- 12月17日 - アメリカのトーマス・スコット・ボールドウィンが日本の上野公園で熱気球の見世物飛行の興業を行った。

## 1891年
- サミュエル・ラングレーの製作した動力機の模型の製作を始めた。
- 1891年 - ドイツのオットー・リリエンタールがハング・グライダーで25 mの飛行をした。

## 1892年
- 2月 - クレマン・アデールがフランス陸軍と軍用機製作の契約を結んだ。75kgの爆弾を積む爆撃機の2座席の爆撃機の製作の契約であった。
- 4月29日 -日本陸軍がフランスのガブリエル・ヨーン社から購入した気球・ガス発生装置の御前実験が行われたが十分な浮上に成功しなかった。[3]
- 8月 - クレマン・アデールがエコールIIで200mの浮上飛行をしたと主張されている。
- オットー・リリエンタールがグライダーで82mの滑空を行った。
- オーストリアが航空部隊、Kaiserlich und Konigliche Militaraeronautische Anstalt("Imperial and Royal Military Aeronautical Group") を設立した。
- 1892年 - フランスの科学者エルミート（Gustave Hermite）により自記温度計と気圧計を搭載した最初の探測気球の飛揚が行われる[12]。

## 1893年
- 1893年 - オットー・リリエンタールがハング・グライダーで250 mの飛行をした。
- 1893年 - イギリスのパトリック・アレキサンダーが、28,000m3の気球Majestic号を作らせ、これはそれまで最大の気球であり12人を乗せることができた。
- イギリスのホレーショ・フィリプスが50枚の翼と「ダブル・サーフェース・エアフォイル」と称する翼型で、大きい揚力を発生することを示した。
- 10月 - 二宮忠八が有人飛行を前提にした飛行機「玉虫型飛行器」の縮小模型（翼幅2m）を作成した。

## 1894年

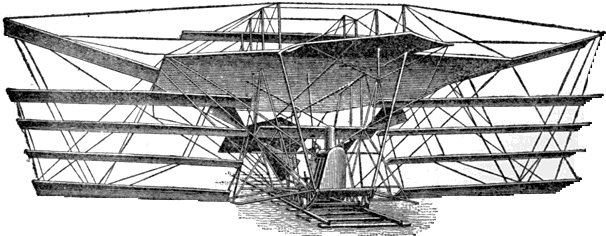
マキシムの飛行機械

- 7月31日 - ハイラム・マキシムが蒸気エンジンによる飛行機械を製作し、試験飛行した。レール上で180mほどを加速し時速67kmで浮上したが、高度が上がらないように設置してあったガードレールでプロペラが破損し、機体は大破した。
- 11月12日 - オーストラリアのローレンス・ハーグレイヴが、スタンウェル・パーク海岸で四つの箱凧（box kite）を使って自分自身を16フィート浮上させることに成功した。
- 12月41日 - ドイツの気象学者アルトゥル・ベルソンが水素気球で、当時の最高記録であった高度9,155mまで上昇した。
- 1894年 - ポーランドの航空のパイオニア、チェスワフ・タンスキがグライダーの飛行を行った。
- 1894年 - 鉄道技師のオクターヴ・シャヌートが1891年から1893年にかけて雑誌に連載した各国の航空研究家のデータをまとめた書籍『飛行機械の進歩』"Progress in Flying"を出版した。

## 1895年

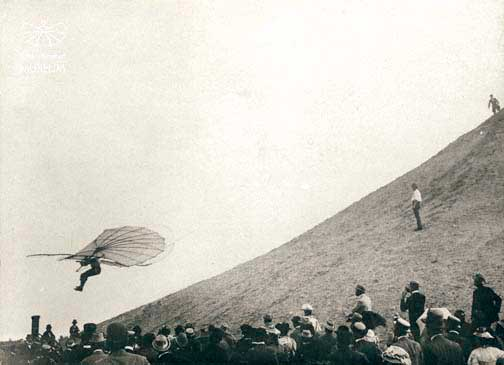
1895年6月29日にベルリン近郊のリッターフェルデで行われた飛行実験。

- イギリスのパーシー・ピルチャーが自作のグライダー、Batで滑空に成功した。
- このころロシア海軍が黒海とバルト海の海岸に"aerostatic parks"を設立した。

## 1896年
- 5月6日 - サミュエル・ラングレーの製作した動力機の模型　エアロドローム No.5がポトマック川で3,300 ft (1,006 m)の飛行をした。 11月にはエアロドローム No.6が飛行をした。
- 6月　オクターヴ・シャヌートがミシガン湖で飛行家のキャンプを組織し、リリエンタール式のグライダーや自作の複葉のグライダーで飛行した。
- 8月9日 - ドイツの航空のパイオニア、オットー・リリエンタールがグライダーの飛行中に風にあおられ墜死した。
- 9月24日頃 - ウェールズのアマチュア発明家のウィリアム・フロストがで浮力を得るためのガスのタンクを持ち、有翼の人力駆動の飛行機でかなりの距離を飛行したと伝えられる。
- 10月9日ドイツのダーフィット・シュヴァルツの硬式飛行船のテストが行われるが浮上に失敗した。
- 1896年 - ドイツのアウグスト・フォン・パルセファルとハンス・ジーグスフェルトが強風中で観測のできる気球、カイトバルーンを発明をした。

## 1897年
- 6月12日 -  ドイツのフリードリッヒ・ヘルマン・ヴェルファートとメカニックの乗った飛行船が火災を起こして、乗員が死亡した。
- 7月11日 - ガス気球エルネン号でサロモン・アウグスト・アンドレー、クヌート・フレンケル、ニルス・ストリンドベリが北極飛行に出発した。その後遭難し、遺体は1930年に発見された。
- 10月14日 - フランスのクレマン・アデールが、固定翼の蒸気飛行機「アヴィオン号」（エオレIII）で滑走浮揚。300mの浮揚をしたと主張するが、正式な飛行とは認められていない。フランス陸軍は資金の提供を取りやめた。
- 11月3日 - ダーフィット・シュヴァルツとカール・ベルクの開発した金属構造の飛行船がエルンスト・ヤーゲルスが搭乗して飛行試験が行われた。510mほどの上昇に成功したが動力系に故障を起こし実験は失敗した。
- 1897年 - スウェーデンの発明家、カール・ニーベリが自らが設計した蒸気エンジンを使った動力飛行機の開発を始めた。
- 1897年 - イギリスのパーシー・ピルチャーがThe Hawkという名前のグライダーで250mを飛んで、当時のグライダーの世界記録を立てた。

## 1898年

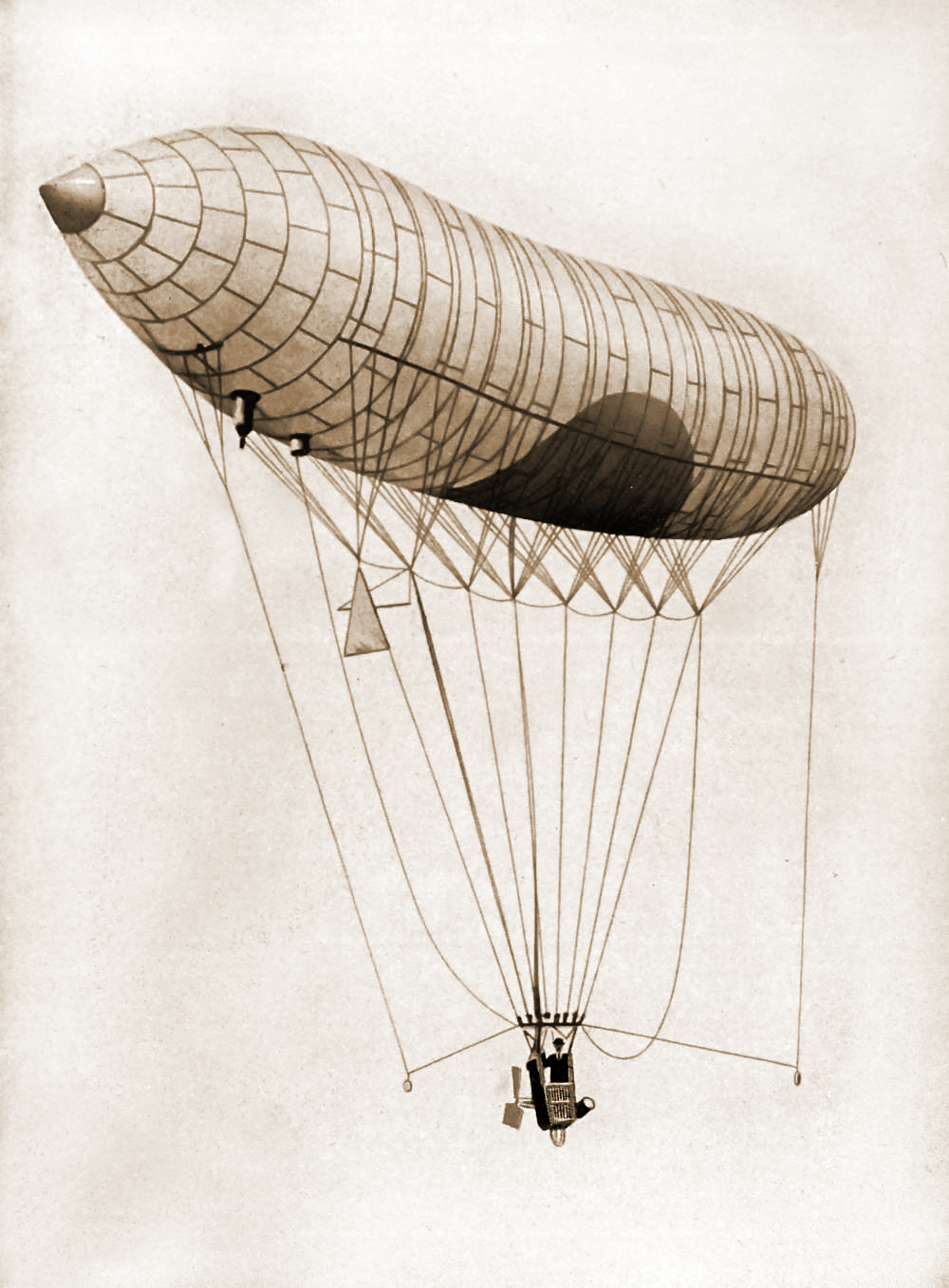
サントス・デュモンの気球No1

- アルベルト・サントス・デュモンが自作の気球 Bresilで飛行した。
- エルネスト・アルシュデックやアンリ・ドゥッシュ＝ド＝ラ＝ムルトらによって、フランス飛行クラブ（Aero-Club de France）が設立された。

## 1899年
- 3月 - ハンス・ジーグスフェルトが気球で650kmを飛行し、ドイツの気球の飛行距離の記録を樹立した。
- 4月 - グスターヴ・ホワイトヘッドが約1km（半マイル）の動力飛行をしたと主張されている。
- 10月11日、アメリカ合衆国のオーガスタス・ヘリングがミシガン州セント・ジョゼフで、彼は複葉グライダーに自ら設計した圧縮空気エンジンを積み、50ftを飛行した。
- ライト兄弟がたわみ翼による航空機の操縦の実験を始めた。
- サミュエル・フランクリン・コーディが人を乗せられる大きさの凧の実験を始めた。